# 板橋劉家
板橋劉家是在新北市板橋區海山地方的望族，當地有名的一支橫跨政、商和建築界的地方派系，是板橋三大家其一家，另與三重幫具有姻親關係。派系領導人物是劉順天（1916年－2008年），劉順天的從政為日後打下基礎。家族中有七位「順」字輩兄弟以及二十多位「炳」字輩兄弟，大部份成員是從商為主，只有少部份從政。
板橋劉家的勢力是以劉順天家族的海山集團為核心，又稱「海山劉家」或「海山幫」，在1990年代達到最高峰。但自1999年劉家爆發財務危機，以及劉順天長子劉炳偉2001年參選立法委員連任失利後，其影響力就逐漸式微。至今劉家擁有著數百家建設公司和各種不同的企業，總和至少擁有高達千億淨值，在政壇上與建築業可以說是相當有名氣。

## 家族成員
順字輩（七順）
- 劉順和（臺北縣板橋鎮鎮民代表）
- 劉順杞
- 劉順玉
- 劉順成
- 劉順江
- 劉順天（首任板橋市市長）
- 劉順善

炳字輩（二十四炳）
- 劉炳偉（臺灣省議會前議長、前立法委員）
- 劉炳煌（海山集團董事長）
- 劉炳華（前立法委員，前國家安全會議副秘書長）：妻陳雪鳳，陳萬富之女
- 劉炳中（板橋中興醫院院長）
- 劉炳信（和昌建設副總經理、前台北縣議員）：劉順玉之子
- 劉炳貴：劉順成之子
- 劉炳發（順慶建設董事長、前台北縣議會副議長）；劉順成之子
- 劉炳杉（順慶、同慶建設董事長、板橋西區扶輪社前社長）：劉順成之子
- 劉炳輝（板信商業銀行董事長）：劉順杞之子
- 劉炳宏（橋正機電董事長）

朝字輩（四十四朝）
- 劉姿鴻：劉炳信之女，前台北縣議員。依傳統父權觀念女性不列入字輩
- 劉美芳：劉炳偉之女，新北市議員。依傳統父權觀念女性不列入字輩